# Grafton (New Hampshire)
Grafton – miasto w Stanach Zjednoczonych, w stanie New Hampshire, w hrabstwie Grafton.